# Trichoplusia extrahens
Trichoplusia extrahens là một loài bướm đêm trong họ Noctuidae.